# Viktorija Ni
Viktorija Ni (Schreibweise in lettischer Sprache Viktorija Ņi; * 30. Dezember 1991 in Riga) ist eine lettische Schachspielerin, die 2011 zur United States Chess Federation und 2023 zum Norges Sjakkforbund wechselte.

## Leben
Im Alter von sieben Jahren lernte Viktorija Ni das Schachspielen von ihrer Mutter Polina. Sie wurde unter anderem von Jānis Klovāns unterrichtet. Sie war mit dem belarussisch-US-amerikanischen Großmeister Yury Shulman verheiratet. Die beiden haben einen Sohn. Seit Dezember 2011 spielte sie für die United States Chess Federation und wechselte im Oktober 2023 zum norwegischen Schachbund.

## Erfolge
Beim Four Nation Chess Challenge 2008 in Oslo erhielt sie eine individuelle Goldmedaille für ihr Ergebnis am neunten Brett der lettischen Nationalmannschaft. Im selben Jahr gewann sie in Herceg Novi die europäische U18-Meisterschaft der Mädchen im Schnellschach vor Olga Girja. Für die lettische Frauennationalmannschaft spielte sie bei den Schacholympiaden 2008 und 2010 jeweils am Reservebrett. Sie hatte dabei eine ausgeglichene Gesamtbilanz von 6 Punkten aus 12 Partien (+4 =4 −4). Bei der US-amerikanischen Einzelmeisterschaft der Frauen 2012 in St. Louis belegte sie den vierten Platz. Bei den Mannschaftsweltmeisterschaften der Frauen 2013 und 2015 spielte sie für die Vereinigten Staaten.
Seit Oktober 2010 trägt sie den Titel Internationaler Meister der Frauen (WIM). Die Normen hierfür erzielte sie in der A-Gruppe des Chladek & Tintera-Opens im Rahmen des Czech Opens in Pardubice im Juli 2008, bei dem sie unter anderem gegen den Großmeister Wassili Malinin gewann, beim Pardubice Open im Rahmen des Czech Opens im August 2009 mit Übererfüllung sowie ebenfalls mit Übererfüllung beim 19. Chicago Open in Wheeling, IL im Mai 2010. Ihre Norm in Pardubice 2009 war gleichzeitig eine Norm für den Titel Großmeister der Frauen (WGM).